# 杨培新
杨培新（1922年1月—2016年6月5日），广东大埔縣人，中国经济学家，香港文汇报创刊发行人。

## 经历
早年入读私立武昌中华大学。
广东嘉应大学（嘉应学院前身）首任校长。
2016年6月5日在北京逝世。
儿子中国社会科学院研究员杨斌。